# ГЕС Храмі ІІ
ГЕС Храмі ІІ — гідроелектростанція на півдні Грузії. Знаходячись після ГЕС Храмі І, становить нижній ступінь у каскаді на річці Храмі, правій притоці Кури (басейн Каспійського моря).
Відпрацьована на станції Храмі І вода потрапляє в нижній балансувальний резервуар об'ємом 0,27 млн м3 (корисний об'єм 0,24 млн м3), створений за допомогою невеликої греблі на Храмі. Звідси вона подається до прокладеного через правобережний масив дериваційного тунелю довжиною 12,8 км з діаметром 4 метри, спорудження якого потребувало вибірки 286 тис. м3 та використання 114 тис. м3 бетону. На своєму шляху він захоплює додатковий ресурс зі струмка Чочіані, а на завершальному етапі до нього під'єднується ще один тунель довжиною кілька кілометрів, прокладений від водозабору на річці Карабулах (як і Чочіані є правою притокою Храмі).
Облаштований у підземному виконанні на глибині 140 метрів машинний зал має розміри 38х13 метрів при висоті 36 метрів. Доступ до нього забезпечується через прокладений з боку Храмі вантажний тунель завдовжки 0,5 км.
З 1963 року на ГЕС працювали виготовлені Ленінградським металічним заводом дві турбіни типу Френсіс потужністю по 55 МВт. А в другій половині 2000-х італійська компанія Ansaldo провела їх відновлення та модернізацію, внаслідок чого загальна потужність станції збільшилась до 114 МВт (за рахунок показника одного з агрегатів), а річний виробіток електроенергії зріс від 350 до 370 млн кВт-год. Турбіни розраховані на використання напору в 317 метрів.
Відпрацьована вода по відвідному тунелю повертається у Храмі.
У 1972 році внаслідок повені на Храмі вода через тунель доступу затопила машинний зал, що вивело станцію з експлуатацію на три місяці.